# Municipio de Avon (Illinois)
El municipio de Avon (en inglés: Avon Township) es un municipio ubicado en el condado de Lake en el estado estadounidense de Illinois. En el año 2010 tenía una población de 65001 habitantes y una densidad poblacional de 1.053,35 personas por km².

## Geografía
El municipio de Avon se encuentra ubicado en las coordenadas 42°21′10″N 88°3′41″O / 42.35278, -88.06139. Según la Oficina del Censo de los Estados Unidos, el municipio tiene una superficie total de 61.71 km², de la cual 58.18 km² corresponden a tierra firme y (5.71%) 3.52 km² es agua.

## Demografía
Según el censo de 2010, había 65001 personas residiendo en el municipio de Avon. La densidad de población era de 1.053,35 hab./km². De los 65001 habitantes, el municipio de Avon estaba compuesto por el 73.42% blancos, el 3.77% eran afroamericanos, el 0.98% eran amerindios, el 4.89% eran asiáticos, el 0.03% eran isleños del Pacífico, el 13.95% eran de otras razas y el 2.96% pertenecían a dos o más razas. Del total de la población el 33.63% eran hispanos o latinos de cualquier raza.